# Júlio Prestes
Júlio Prestes de Albuquerque (Itapetininga, São Paulo, 15 de marzo de 1882-São Paulo, 9 de febrero de 1946) fue un político brasileño, presidente del Estado de São Paulo, y presidente electo de la República de Brasil (aunque nunca tomó posesión del cargo). Su apodo era Seu Julinho. Fue el último ciudadano nacido en San Pablo en ser electo presidente de ese país.
Dueño de vastas haciendas y nacido en una familia de la oligarquía local paulista, se graduó de abogado en 1906 e hizo carrera en el sistema conocido como el café com leite, basado en la alternancia política de las élites de São Paulo y las de Minas Gerais. Prestes fue pionero en la utilización industrial del alcohol de la caña de azúcar como combustible para vehículos.
Graduado en la Facultad de Derecho de São Paulo en 1906. Caso con Alice Viana Prestes, con quien tuvo 3 hijos.
En 1909 fue legislador estadual dentro de São Paulo y fue reelecto varias veces. En 1924 logró entrar en la Cámara de Diputados de Brasil, liderando la bancada de diputados paulistas, hasta que en julio de 1927 asumió la gobernación de su estado natal.
Cuando llegaron las elecciones de 1929, el presidente Washington Luís designó a Júlio Prestes como candidato oficialista tras consultarlo con los demás gobernadores estaduales, recibiendo el rechazo sólo de los estados de Minas Gerais, Rio Grande do Sul y Paraíba. Tras vencer en las elecciones de marzo de 1930 a la opositora Aliança Liberal, quedó listo el escenario para que Prestes asumiera el mando presidencial el 15 de noviembre del mismo año, pese a las denuncias de fraude electoral.
Al estallar la Revolución de 1930 y ser derrocado Washington Luís, Prestes debió asilarse en el consulado británico y de ahí partió al exilio en Portugal, viviendo en el extranjero hasta que en 1934 se dictó una nueva constitución y el régimen de Getúlio Vargas renunciara a investigarlo al no hallar pruebas claras de corrupción política durante su gestión de gobernador paulista.
Prestes se dedicó a sus actividades comerciales y de hacendado, sin volver a la política hasta 1945, cuando tras el derrocamiento de Vargas fue fundador de la Unión Democrática Nacional (União Democrática Nacional). Falleció al año siguiente en São Paulo. 